# Стандартный линкор
Стандартный линкор — линейка из двенадцати заложенных линейных кораблей пяти различных типов, заказанных ВМС США в 1911—1916 годах, одиннадцать из которых вошли в строй в 1916—1923 годах. На последние корабли этой линейки оказали существенное влияние результаты Ютландского сражения.
Конструкция стандартных линкоров включала множество инноваций, оказавших влияние на гонку вооружений, последовавшую за Первой мировой войной. Некоторые историки рассматривают стандартные линкоры как ответ американского флота на быстрое развитие линейного флота Японской империи. Стандартные линкоры составляли основу боевой линии американского флота межвоенного периода, тогда как более старые линкоры были пущены на слом, либо выполняли второстепенные функции. Вашингтонский договор 1922 ограничил общее количество и тоннаж линкоров стран-участниц, многие строящиеся линкоры были разобраны на стапеле, поэтому вплоть до начала Второй мировой войны стандартные линкоры оставались самыми современными линкорами США. На момент вступления США во Вторую мировую войну 7 декабря 1941 года 8 стандартных линкоров находились в гавани Перл-Харбора, один — в штате Вашингтон, три остальных были приписаны к Атлантическому флоту.
Концепция стандартного линкора, устанавливая общие тактико-технические характеристики для различных типов кораблей, позволяла им эффективно действовать в составе соединений. В отличие от США, линейные флоты других стран подразделялись на «быстрое» и «медленное» крыло, которые не могли сражаться в общем строю из-за различия в скорости и радиусе циркуляции.
Главным недостатком концепции стандартного линкора было замедление развития и одновременное устаревание всего линейного флота. Например, одной из общих характеристик стандартных линкоров была одинаковая максимальная скорость 21 узел. Когда концу 1930-х годов ведущие морские державы стали строить быстроходные линкоры, скорость которых превышала 27 узлов, в составе ВМС США в отличие от Великобритании и Японии не оказалось 25-узловых линкоров, которые можно было легко модернизировать и использовать совместно с новыми кораблями. Аналогично, решение Японии строить линкоры с 460-мм орудиями было вызвано стремлением сделать устаревшим весь линейный флот США одновременно.

## Типы стандартных линкоров
- Линейные корабли типа «Невада»
  - USS Nevada (BB-36)
  - USS Oklahoma (BB-37)
- Линейные корабли типа «Пенсильвания»
  - USS Pennsylvania (BB-38)
  - USS Arizona (BB-39)
- Линейные корабли типа «Нью-Мексико»
  - USS New Mexico (BB-40)
  - USS Mississippi (BB-41)
  - USS Idaho (BB-42)
- Линейные корабли типа «Теннесси»
  - USS Tennessee (BB-43)
  - USS California (BB-44)
- Линейные корабли типа «Колорадо»
  - USS Colorado (BB-45)
  - USS Maryland (BB-46)
  - USS Washington (BB-47) (не закончен)
  - USS West Virginia (BB-48)

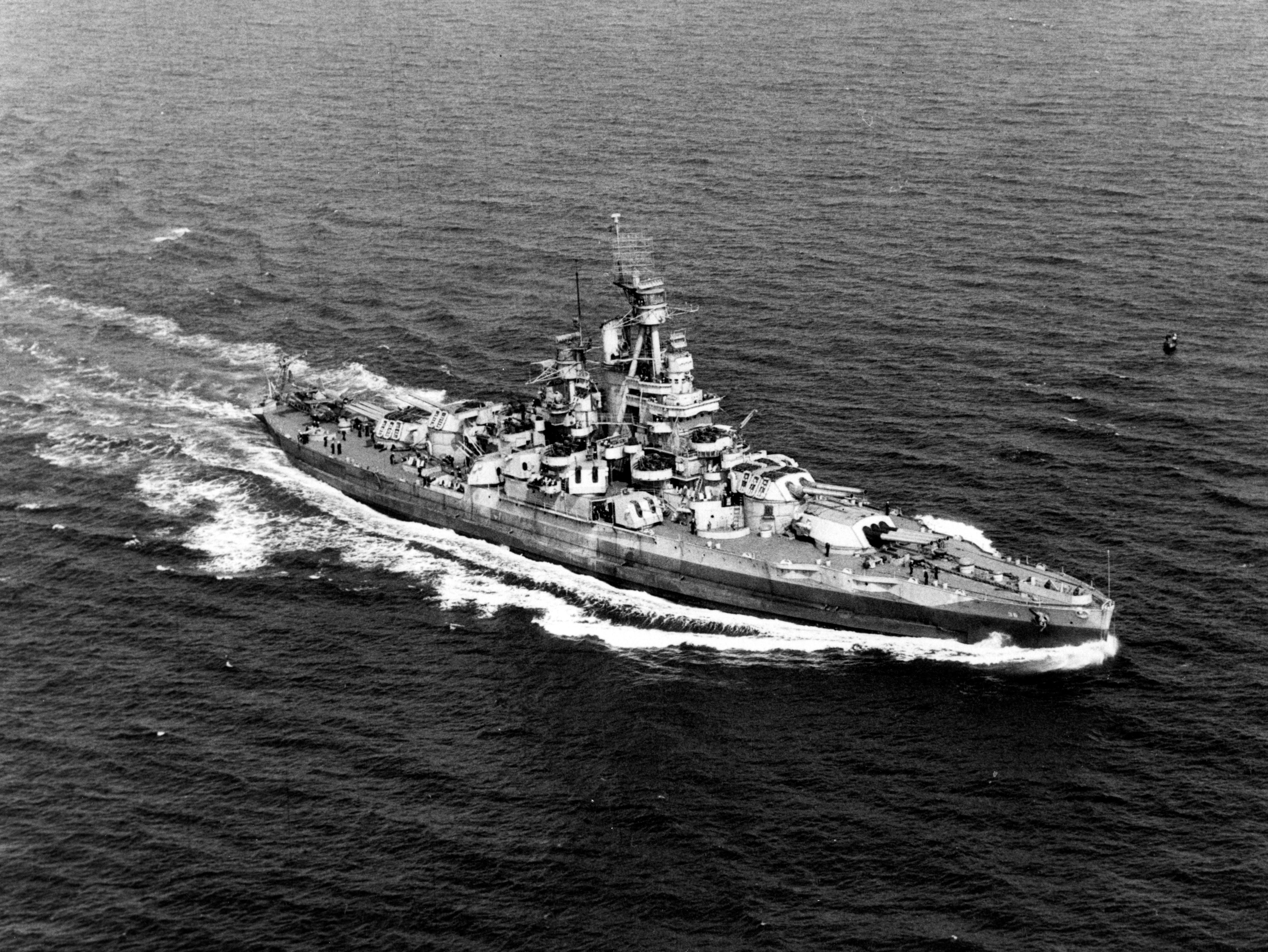
BB-36 «Невада»
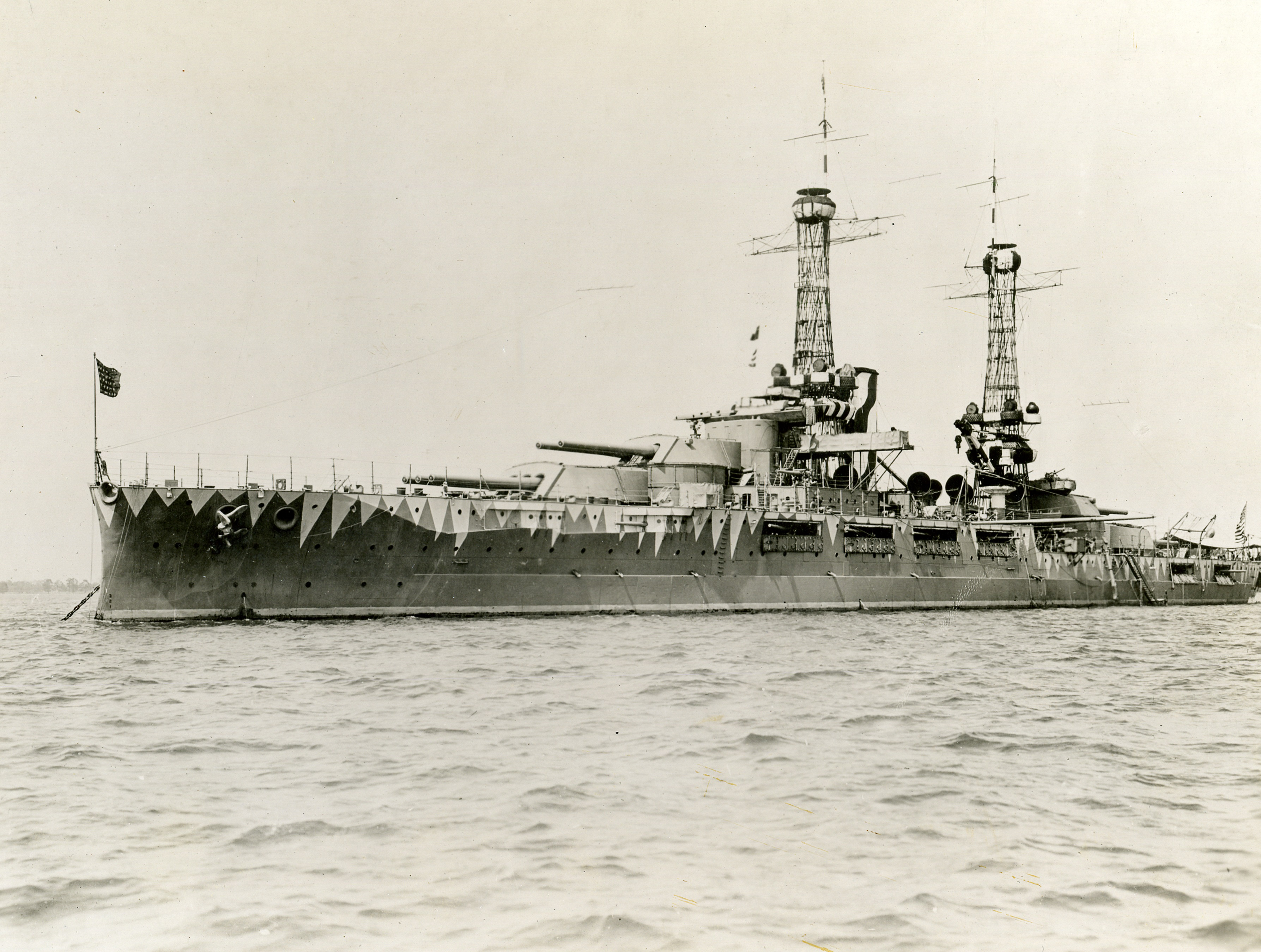
BB-37 «Оклахома»
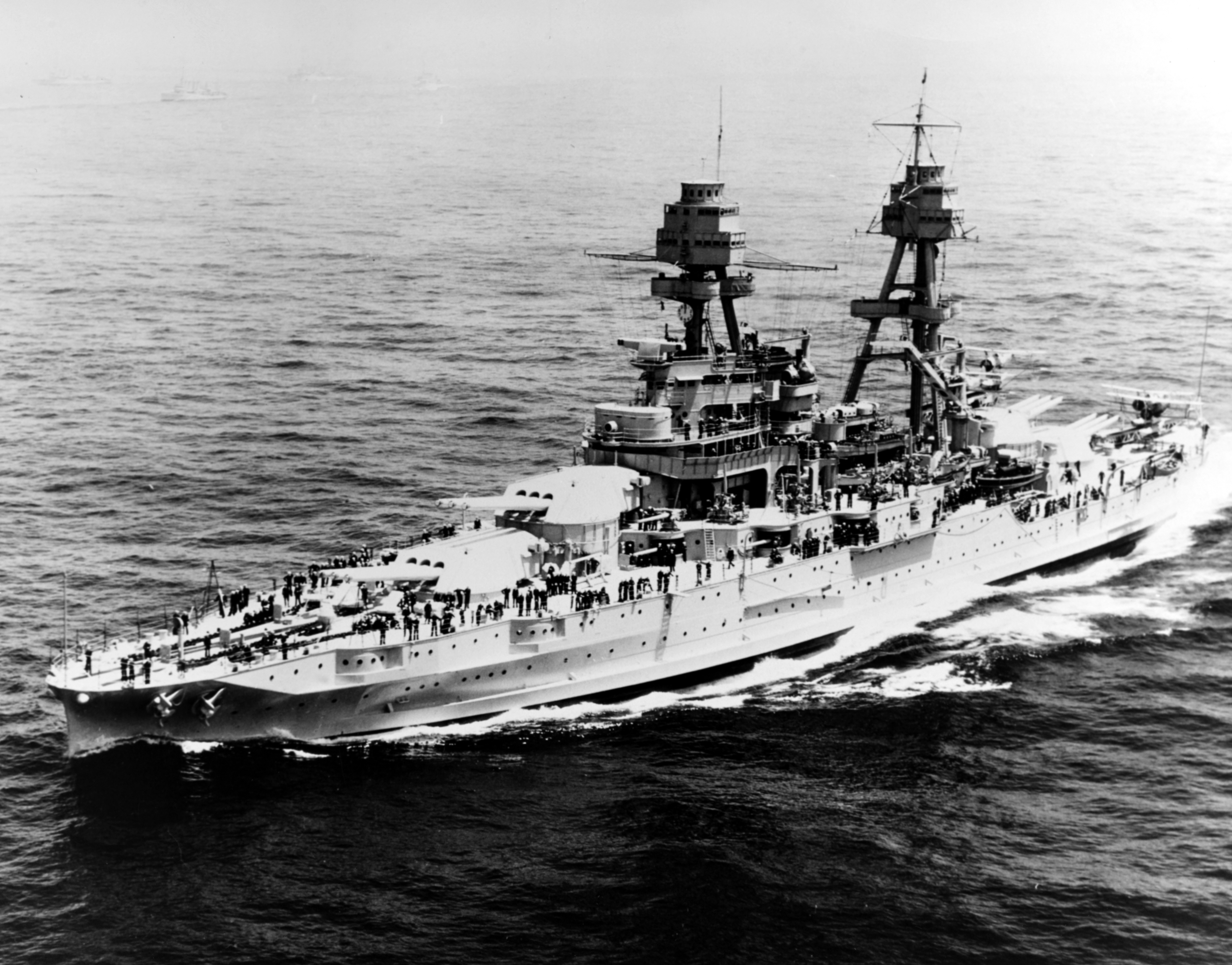
BB-38 «Пенсильвания»
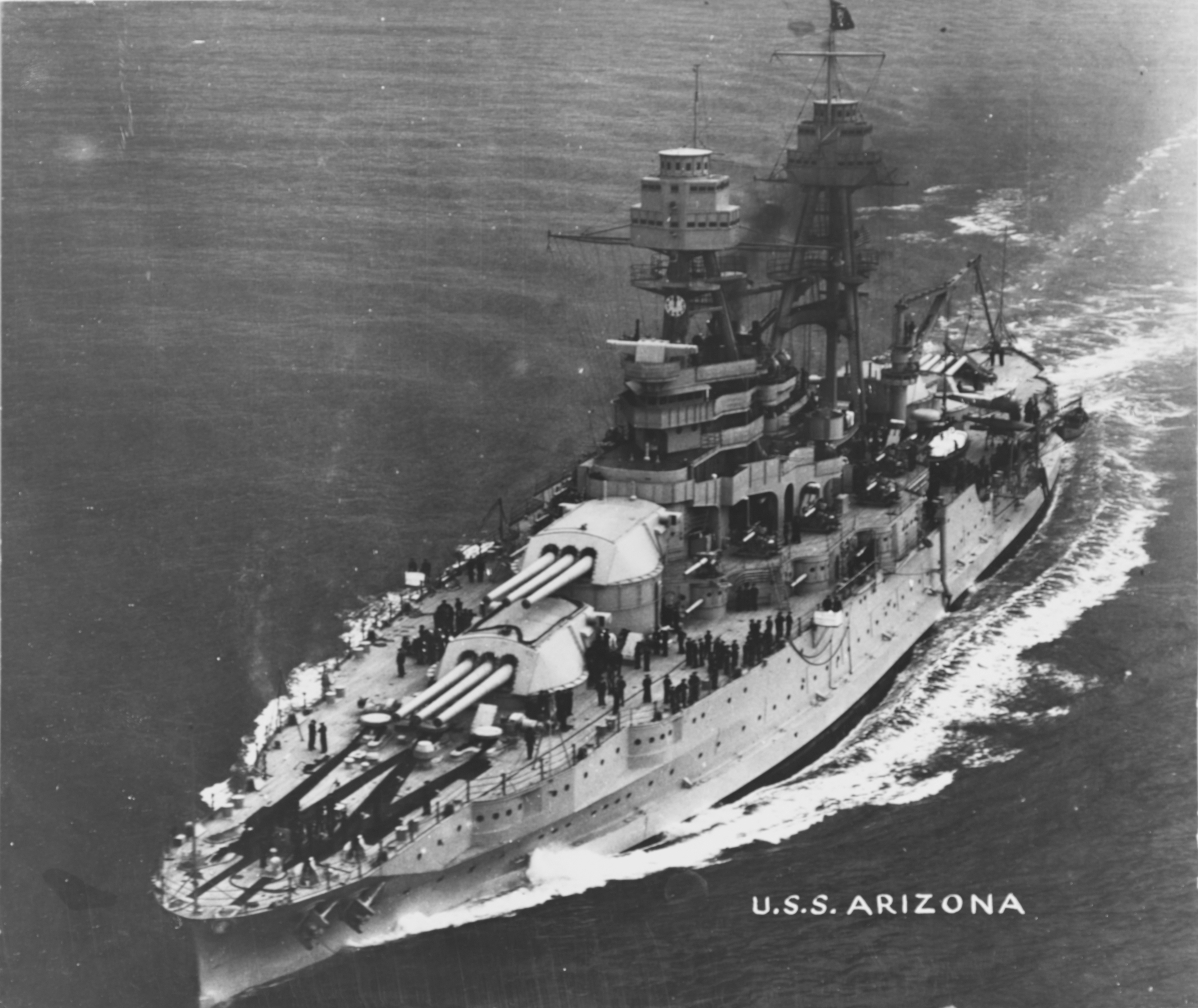
BB-39 «Аризона»
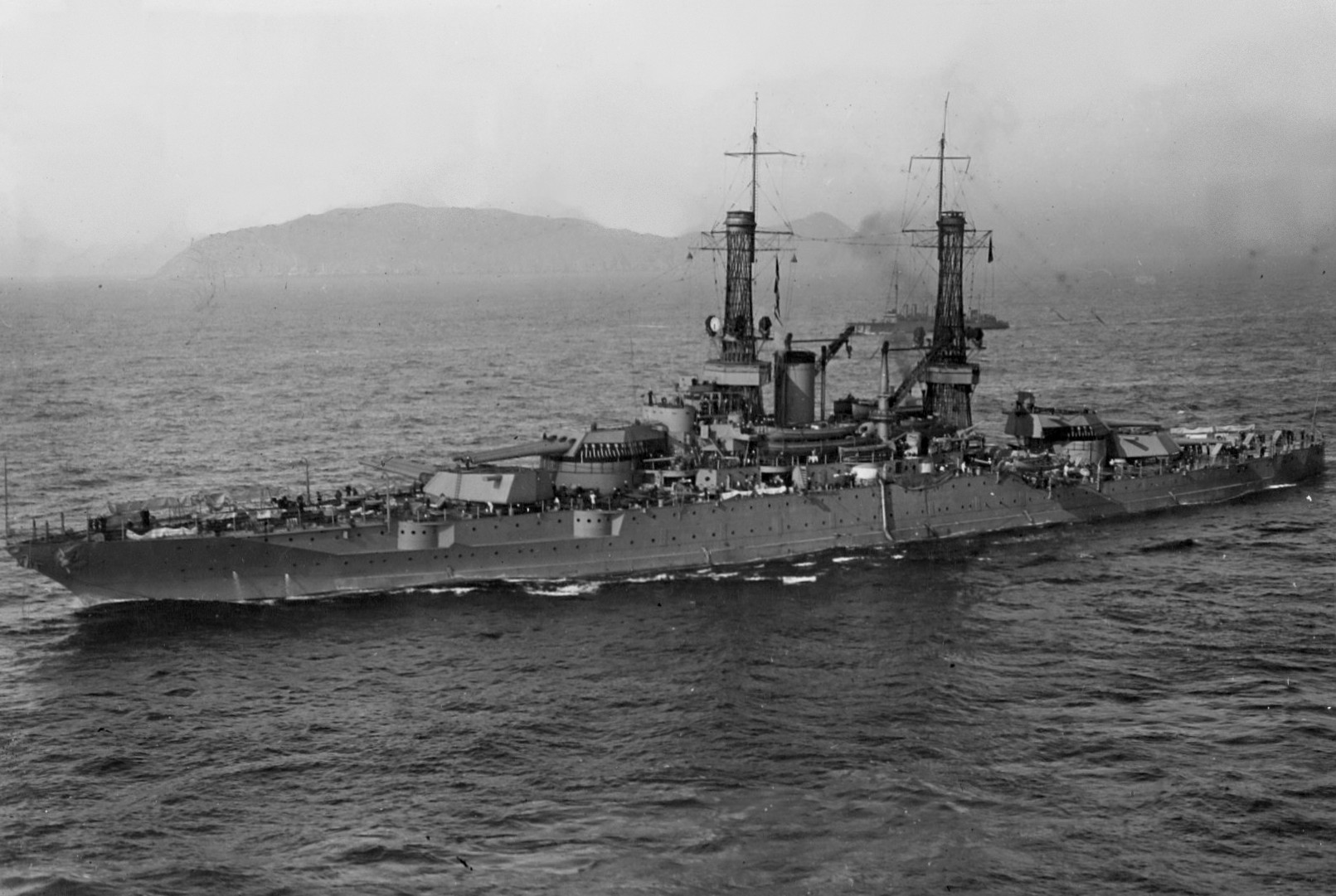
BB-40 «Нью-Мексико»
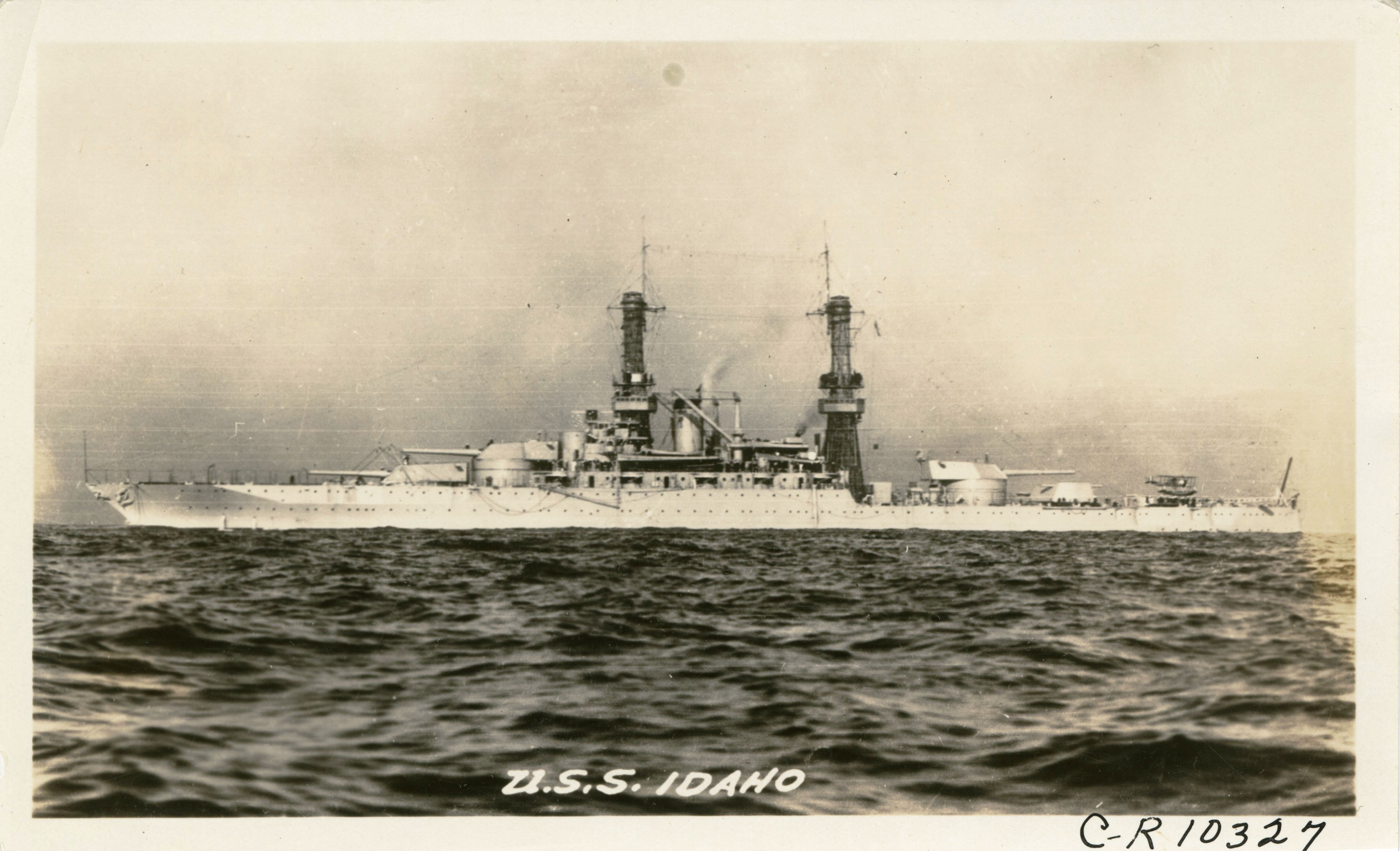
BB-42 «Айдахо»
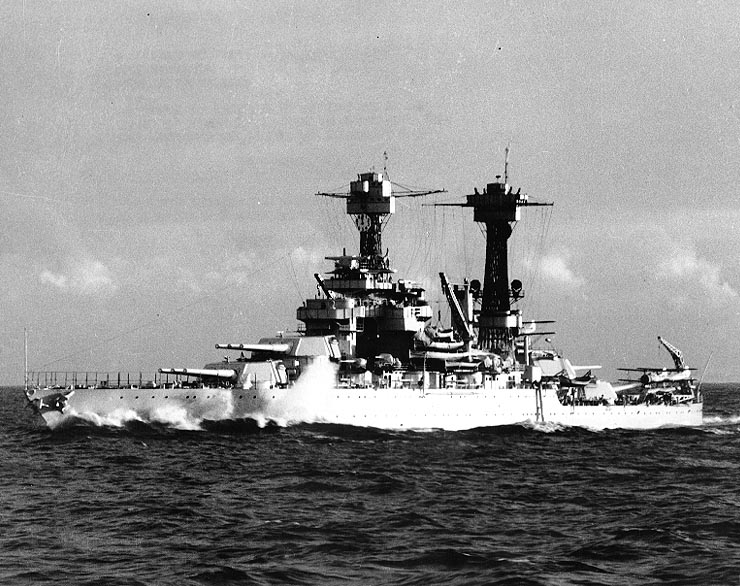
BB-43 «Теннесси»
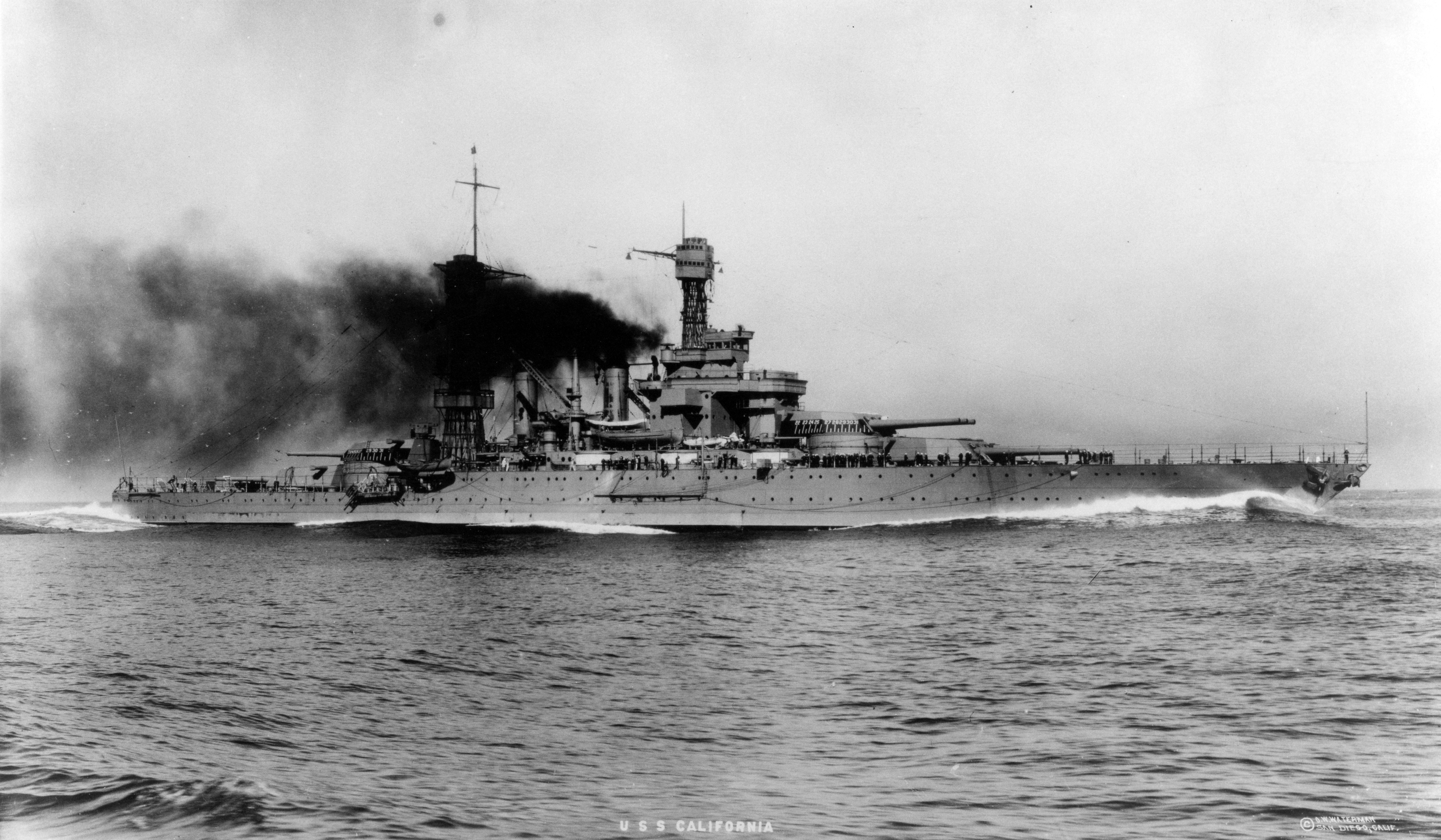
BB-44 «Калифорния»
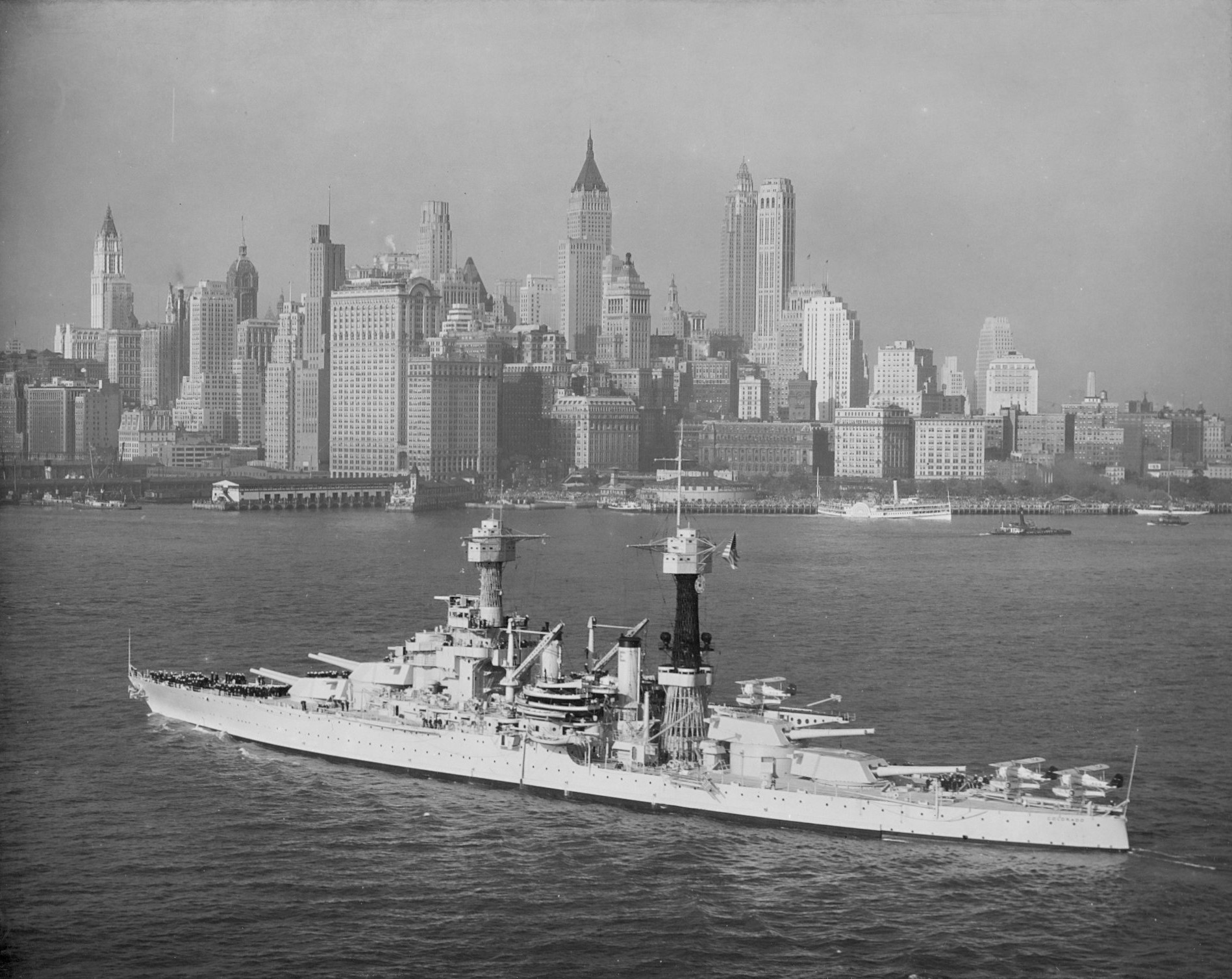
BB-45 «Колорадо»
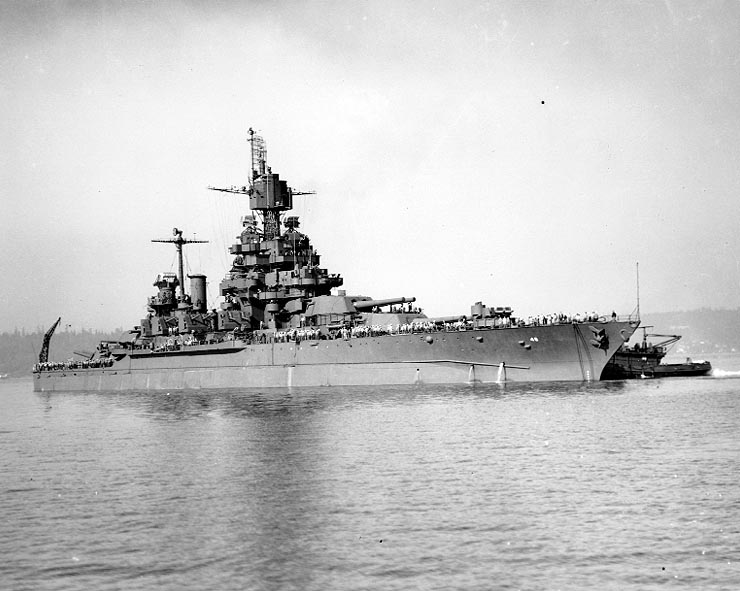
BB-46 «Мэриленд»
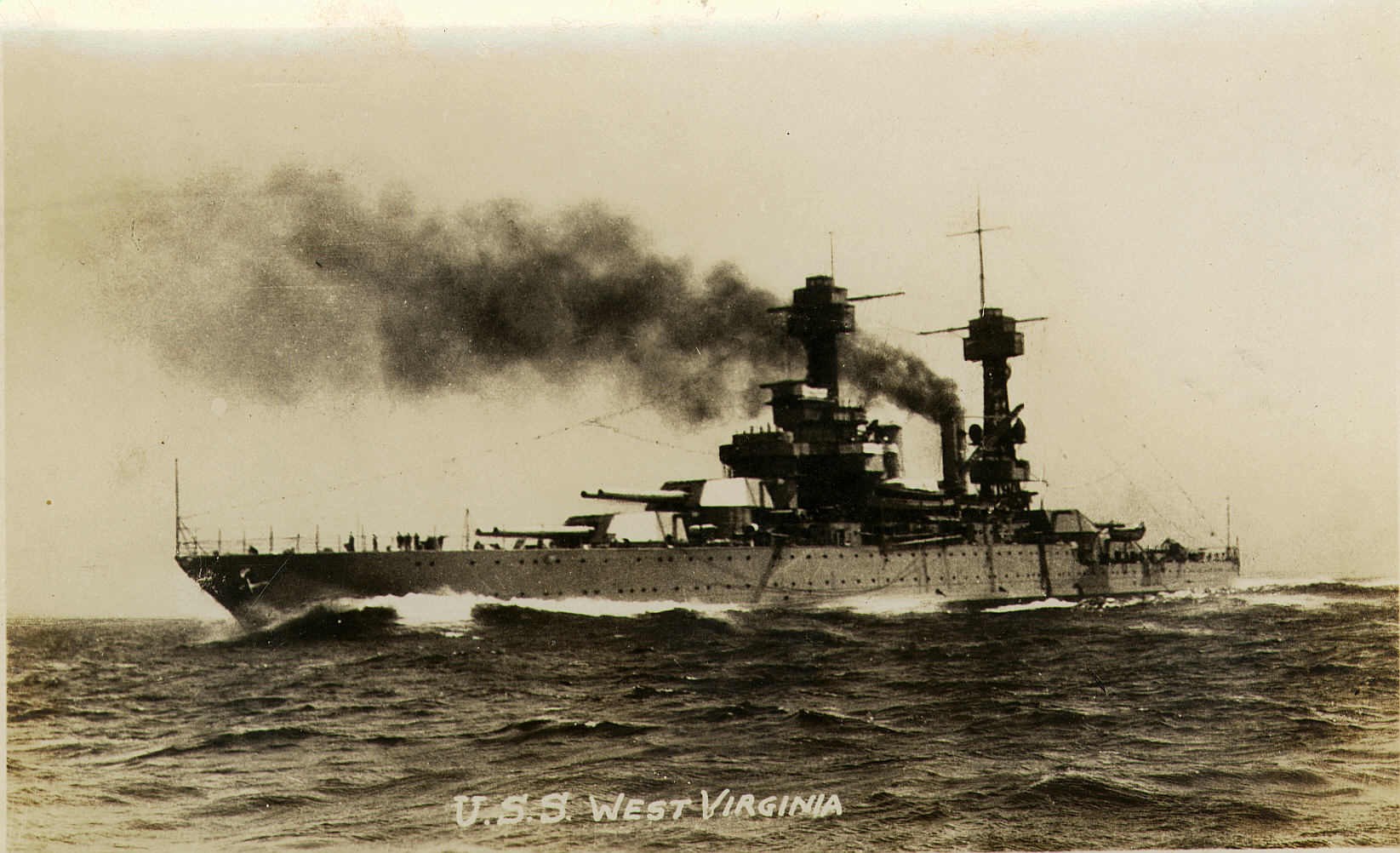

## Характеристики
Основными характеристиками стандартных линкоров начиная с типа «Пенсильвания» являются:
- Бронирование по схеме «всё или ничего» (англ. all or nothing);
- По две линейно-возвышенных башни главного калибра на носу и корме;
- Дальность плавания 8000 миль на экономической скорости 10 узлов;
- Максимальная скорость 21 узел;
- Радиус циркуляции 700 ярдов (640 м).
- Котлы работающие на нефти[1].
- Бортовая броня 13,5".

Для трёх типов более поздних кораблей «Стандартного типа» также характерна совокупная 4,5-дюймовая защита палуб, 18-дюймовая защита лба башен.
Линкоры типа «Невада» были не совсем стандартные: они не очень хорошо слушались рулей и обладали плохой поворотливостью — диаметр тактической циркуляции составлял 754 м (порядка четырёх с половиной длин корпуса), их проектная скорость составляла 20,5 узла.
Американцы занялись «пошаговыми» исправлениями и улучшениями этого проекта, постепенно исправляя недостатки. Так появился тип «Теннесси», даже внешне производивший впечатление гармоничности и завершенности.
Характеристики стандартных линкоров были оптимизированы для применения в рамках стратегии Мэхэна, считавшей линейные корабли главной ударной силой флота. Все последующие типы линкоров конца 1930-х и 1940-х годов, начиная с линкоров типа «Норт Кэролайн», значительно отступили от принципов стандартных линкоров и строились по принципу быстроходных линкоров, поскольку их основной функцией стало сопровождение быстроходных авианосных соединений.
После выполнения условий Вашингтонского договора линейный флот США состоял из трёх групп:
1. корабли с угольными котлами, 305-мм и 356-мм артиллерией, слабой вертикальной, горизонтальной и противоторпедной защитой;
2. корабли с 356-мм артиллерией, схемой защиты «все или ничего», недостаточной противоторпедной защитой (типы «Невада», «Пенсильвания», «Нью-Мексико») и недостаточной горизонтальной защитой (типы «Невада», «Пенсильвания»);
3. корабли так называемой «Большой Пятерки» (типа «Теннесси» с 356-мм орудиями и типа «Мэриленд» с 406-мм) с турбоэлектрическими установками, хорошей броневой защитой и ПТЗ.

По мнению руководства флотом линкоры первой группы надо «подтянуть» по подводной защите до уровня линкоров «Большой пятёрки».
Линкоры второй группы следовало модернизировать и привести эту часть американского линейного флота к стандарту «Большой пятёрки».
Для них кроме усиления ПТЗ за счёт установки бортовых булей, предусматривалось утолщение брони палуб, замена решетчатых мачт, надстроек, системы управления огнём, увеличение угла возвышения орудий главного калибра, усиление зенитной артиллерией и замена авиационного оборудования, а также замена главных механизмов для сохранении 21-узловой скорости.
На верфях и заводах США после отмены достройки семи линкоров и четырёх линейных крейсеров осталось огромное количество материалов, механизмов и оборудования. Все эти готовые или почти готовые котлы, турбоэлектрические установки, броневые плиты и листы позволяли провести модернизацию за приемлемую цену.
Как ни старались в ходе модернизаций подтянуть характеристики «Невад» к стандартам «Большой Пятёрки» — это не вышло.
Сильное вооружение, мощное бронирование и хорошо продуманная подводная защита делали американские линкоры крепким орешком для артиллерийского поединка один на один, однако для компенсации тактической негибкости подобного тихоходного соединения ему была необходима быстроходная поддержка. Этот вывод привел американских морских стратегов к необходимости создания соответствующего новым линкорам соединения быстроходных тяжелых кораблей. Так во флот США впервые пришла идея линейного крейсера. Проработка её дала корабли, после медлительных, превосходно защищенных линкоров, впадающие совершенно другую крайность.
Основная особенность линейных крейсеров типа «Лексингтон» это необычайно высокая для тяжелого артиллерийского корабля скорость — при мощности механизмов 180 тыс. л. с. они должны были развивать полный ход свыше 33 узлов. Вооружение состояло их восьми 16"/50 орудий в четырёх башнях, расположенных двумя группами линейно-возвышенно в носу и в корме. Подобные мощные наступательные характеристики не оставляли веса на сколько-нибудь серьёзную броневую защиту.
| Сравнительные характеристики стандартных линкоров | Сравнительные характеристики стандартных линкоров | Сравнительные характеристики стандартных линкоров | Сравнительные характеристики стандартных линкоров | Сравнительные характеристики стандартных линкоров | Сравнительные характеристики стандартных линкоров |
| ------------------------------------------------- | ------------------------------------------------- | ------------------------------------------------- | ------------------------------------------------- | ------------------------------------------------- | ------------------------------------------------- |
|                                                   | «Невада»                                          | «Пенсильвания»                                    | «Нью-Мексико»                                     | «Колорадо»                                        | «Теннесси»                                        |
| Год закладки                                      | 1912                                              | 1914                                              | 1915                                              | 1917                                              | 1917                                              |
| Год ввода в строй                                 | 1915                                              | 1916                                              | 1918                                              | 1921                                              | 1920                                              |
| Стоимость корпуса и механизмов $                  | 6 млн                                             | 7,5 млн                                           |                                                   |                                                   |                                                   |
| Водоизмещение нормальное, т                       | 27 941                                            | 31 904                                            | 32 512                                            | 33 123                                            | 32 817                                            |
| Полное, т                                         | 28 856                                            | 32 717                                            | 33 528                                            | 34 129                                            | 33 721                                            |
| Номинальная мощность СУ, л. с.                    | 24 800                                            | 31 500                                            | 32 000/27 500                                     | 28 900                                            | 28 600                                            |
| Скорость, узлы                                    | 20,5                                              | 21                                                | 21                                                | 21                                                | 21                                                |
| Дальность, миль (на скорости, узлы)               | 5195 (12)                                         | 6070 (12)                                         | 5120 (12)                                         | 8000 (10)                                         | 8000 (10)                                         |
| Бронирование, мм                                  |                                                   |                                                   |                                                   |                                                   |                                                   |
| Пояс/травезы                                      | 343/203                                           | 343/330...203                                     | 343/343...203                                     | 343/343                                           | 343/343...203                                     |
| Башни, лоб                                        | 406                                               | 457                                               | 457                                               | 457                                               | 457                                               |
| Барбеты                                           | 330                                               | 330                                               | 330                                               | 343                                               | 330                                               |
| Рубка                                             | 406                                               | 406                                               | 406                                               | 406                                               | 406                                               |
| Палуба                                            | 62                                                | 62                                                | 89                                                | 89                                                | 89                                                |
| Противоторпедная защита                           |                                                   |                                                   |                                                   |                                                   |                                                   |
| Тротиловый эквивалент, кг (фунтов)                | 45 (100)                                          | 136 (300)                                         | 136 (300)                                         | 181 (400)                                         | 181 (400)                                         |
| Вооружение                                        |                                                   |                                                   |                                                   |                                                   |                                                   |
| Главный калибр                                    | 10×356-мм/45                                      | 4×3×356 мм/45                                     | 4×3×356 мм/50                                     | 4×2×406 мм/45                                     | 4×3×356 мм/50                                     |
| Вспомогательный                                   | 21×127 мм/51                                      | 22×127 мм/51 2×76,2 мм                            | 14×127 мм/51 4×76,2 мм                            | 14×127 мм/51 4×76,2 мм                            | 14×127 мм/51 4×76,2 мм                            |
| Торпедное вооружение                              | 2×533 мм ТА                                       | 2×533 мм ТА                                       | 2×533 мм ТА                                       | 2×533 мм ТА                                       | 2×533 мм ТА                                       |

Линейные корабли типа «Теннесси», несмотря на близкие «бумажные» характеристики с «Нью-Мексико», оценивались как гораздо более эффективные корабли.

## История службы

### Первая мировая война
Топливом для стандартных линкоров служила нефть. Четыре стандартных линкора («Невада», «Оклахома», «Пенсильвания» и «Аризона») принимали участие в Первой мировой войне. Первые два из-за своей низкой скорости вместе с броненосцами сопровождали конвои из США в Великобританию. Поскольку Великобритания испытывала дефицит нефти, «Пенсильвания» и «Аризона» не привлекались для совместных действий.

### Межвоенный период
В течение 1920—1930-х годов «стандартные линкоры» подверглись модернизации. Ажурные мачты всех линкоров, кроме «Теннесси» и «Колорадо» были заменены треногой с постом управления стрельбой на топе. Были демонтированы торпедные аппараты и усилена зенитная артиллерия. Максимальный угол возвышения орудий главного калибра на более старых кораблях был доведён до 30° с целью увеличения дальности стрельбы. Большинство кораблей было оборудовано противоторпедными булями. На каждом корабле были установлены катапульты и подъёмные краны для базирования гидросамолётов-разведчиков и корректировщиков огня.
Благодаря накопленному опыту линкоры типа «Нью-Мексико» прошло наиболее полную модернизацию среди всех американских линкоров.
Из-за отсутствия средств на модернизацию «Большой Пятёрки» корабли типа «Нью-Мексико» считались самыми сильными и эффективными линкорами в американского флота вплоть до вступления в строй «Норт Кэролайн» и «Вашингтона».
Американские «стандартные линкоры» до конца 30-х годов (времени массового появления быстроходных линкоров нового поколения) были фактически наиболее мощным в мире соединением линейных кораблей.

### Вторая мировая война
7 декабря 1941 года линкор «Колорадо» проходил реконструкцию на верфи Puget Sound Navy Yard, а три линкора типа «Нью-Мексико» были приписаны к Атлантическому флоту. Оставшиеся 8 линкоров на момент японской атаки находились в Перл-Харборе, из них 7 были пришвартованы в «линкорном ряду» у о. Форд, а «Пенсильвания» стояла на ремонте в доке.
Во время японской атаки «Аризона» была полностью разрушена взрывом бронебойной бомбы в носовом артиллерийском погребе. «Оклахома» получила множество попаданий торпедами и перевернулась. «Вест Вирджиния» и «Калифорния» были потоплены и опустились на дно на ровном киле, «Невада» дала ход и выбросилась на берег. «Теннесси» и «Мэриленд», защищённые от торпед корпусами других линкоров, получили несколько повреждений авиабомбами.
Безвозвратно были потеряны только «Аризона» и «Оклахома». Остальные линкоры были отправлены на тихоокеанское побережье США на ремонт и реконструкцию, во время которой они были модернизированы с целью приблизить некоторые характеристики к уровню новых быстроходных линкоров типа «Саут Дакота». При этом осадка «Теннесси», «Калифорнии» и «Вест Вирджинии» увеличилась настолько, что это затрудняло их проход через Панамский канал и использование в Тихом океане. «Мэриленд», «Колорадо» и «Пенсильвания» получили новые двухорудийные башни для 127-мм/38 орудий, на «Неваде» была существенно реконструирована надстройка.
Все десять оставшихся в строю стандартных линкоров прошли Вторую мировую войну, обеспечивая артиллерийскую поддержку десантов. Малая скорость затрудняла их участие во флотских операциях, в частности, делала невозможным действия в составе быстроходных авианосных соединений, которые стали основной ударной силой американского флота.
Шесть стандартных линкоров приняли участие в последнем в истории флота линейном сражении в проливе Суригао, где ни один из них не получил повреждений.
В ходе последующих боевых действий ни один стандартный линкор не был потоплен или повреждён, за исключением «Пенсильвании», которая в конце войны была повреждена авиационной торпедой.

### Судьбы кораблей
«Пенсильвания» и «Невада» в 1946 году были использованы в качестве мишени при испытании атомного оружия в рамках операции «Кроссроудз». «Миссиссиппи» в 1946 году была превращена в опытовое судно для испытания новой артиллерии и ракет и прослужила в этом качестве до 1956 года. Большинство остальных стандартных линкоров были списаны в 1946—1947 годах и переведены в резерв. В 1959 году все они были проданы на слом.